# 荒手茶寮
荒手茶寮（あらてさりょう）は、岡山県岡山市北区後楽園にある懐石料理店。迎賓館などに利用される。岡山市の戦災の遺跡に指定されている。

## 歴史
昭和8年（1933年）岡山市内の旭川の旧相生橋に近い古京町にあった荒手屋敷（岡山藩家老伊木家、茶人の伊木三猿斎の茶室、庭園があった。）に堀江文一（大塚文一。宮内省大膳職を務めた人物。）により創業された。翌昭和9年（1934年）室戸台風で水害に遭い旭川の河川改修に伴い移転が決定、昭和13年（1948年）後楽園外苑にあった民有地を購入し荒手屋敷を移築した。昭和20年（1945年）6月29日岡山大空襲で後楽園の延養亭、鶴鳴館等と共に焼失後、資料を元に再建された。なお灯篭、建具等の一部は空襲による焼失を免れ現存する。平成19年（2007年）岡山市によって空襲の説明板が設置された。

## 関連資料
- 『おかやま散歩』公益社団法人おかやま観光コンベンション協会（2017－2018年版、14頁）
- 岡山家具指物聯合会『全国家具指物業聯合大会』岡山家具指物聯合会（1936年）
- 『伊木三猿斎旧邸並故坂本金弥氏旧蔵品売立毛久ろ久』旧荒手屋敷（1938年）※毛久ろ久とは目録のこと

## 公式サイト
- 公式サイト